# Carl O. J. Lund
Carl Ove Julian Lund (* 13. April 1857 in Kopenhagen; † 31. Januar 1936 ebenda) war ein dänischer Keramiker, Porträt- und Landschaftsmaler.

## Leben
Carl Lunds Eltern waren der Porzellanfabrikant Johannes Vilhelm Lund und dessen Frau Sophie Marie Amalie, geb. Bjelke. Lund erhielt eine Ausbildung zum Porzellanmaler an der Königlichen Porzellanmanufaktur in Kopenhagen, die er nach vier Jahren abschloss. Er war von 1872 bis 1895 als Porzellanmaler bei der Königlichen Porzellanmanufaktur angestellt – nur unterbrochen von einer kurzen Zeit als künstlerischer Mitarbeiter in den Jahren 1886 bis 1888 bei Herman A. Kählers Werkstatt, einer Töpferei in Næstved. Zu den Mitarbeitern, die zu dieser Zeit zur Bekanntheit von Kählers Fabrik beitrugen, gehörten u. a. seine Freunde H. A. Brendekilde, Karl Hansen Reistrup und L. A. Ring. Lunds dortige Arbeit endete mit der Teilnahme der Werkstatt auf der Nordischen Ausstellung 1888 in Kopenhagen.
Neben seiner Anstellung an der Porzellanmanufaktur besuchte Lund 1874 die Technikerschule und studierte von 1875 bis 1882 Malerei an der Königlich Dänischen Kunstakademie. Lund war von 1883 bis 1893 regelmäßig mit seinen Werken auf der Charlottenborg Frühjahrs-Ausstellung (Forårsudstilling) vertreten. Bereits 1880 nahm er an der Dezemberausstellung und 1882 an der Ausstellung der Künstlervereinigung vom 18. November (Kunstnerforeningen af 18. Novbr.) teil. 1887 wurde er mit den Sødringske Opmuntringspræmie und auf der Nordischen Ausstellung 1888 mit einem Diplom für seine keramischen Arbeiten geehrt.
Als Maler hinterließ Lund eine kleinere Anzahl historischer Motive. Neben Einzelporträts interessierten ihn besonders Stadt- und Landschaftsbilder.

## Galerie

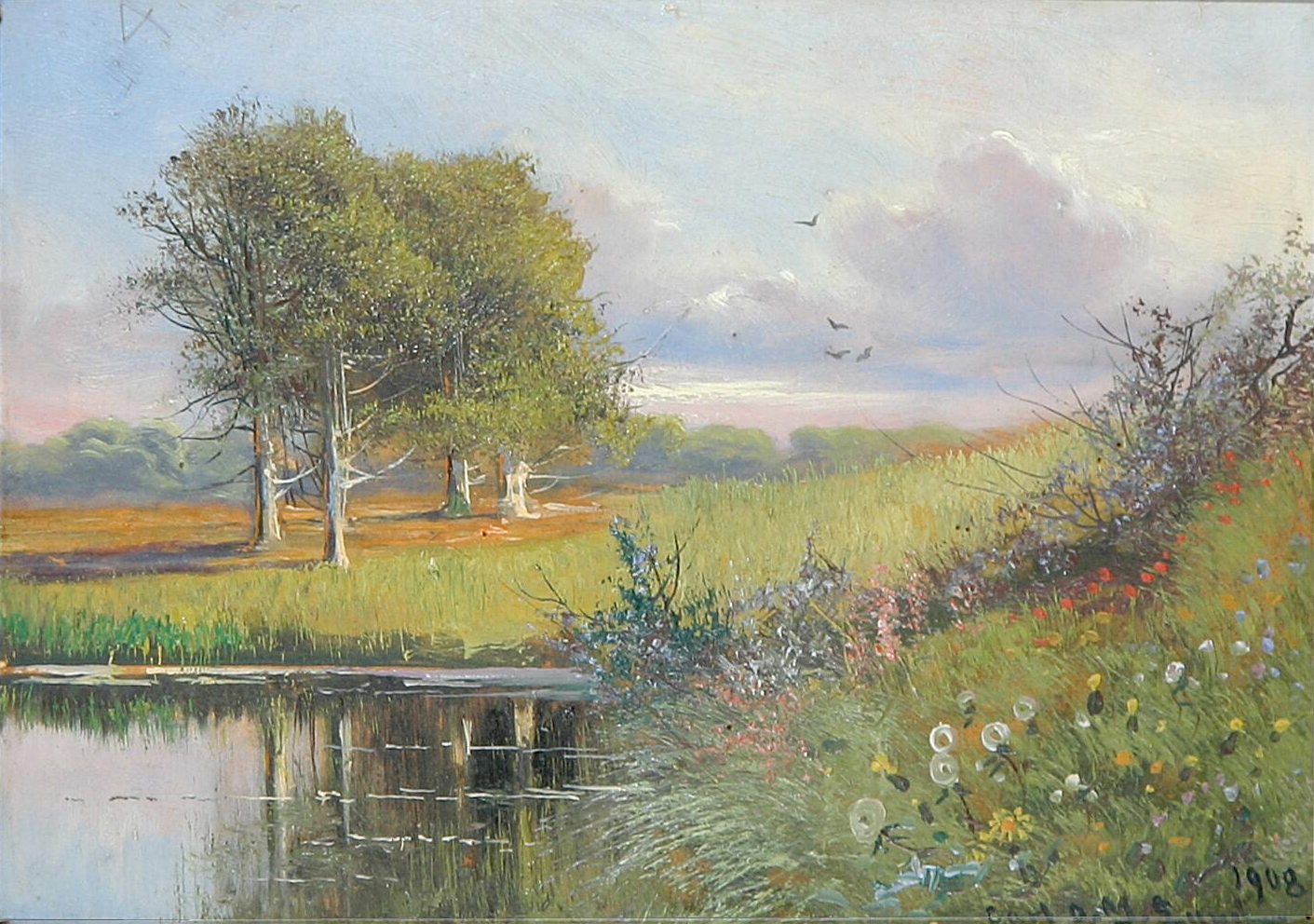
Fra Ordrup Mose
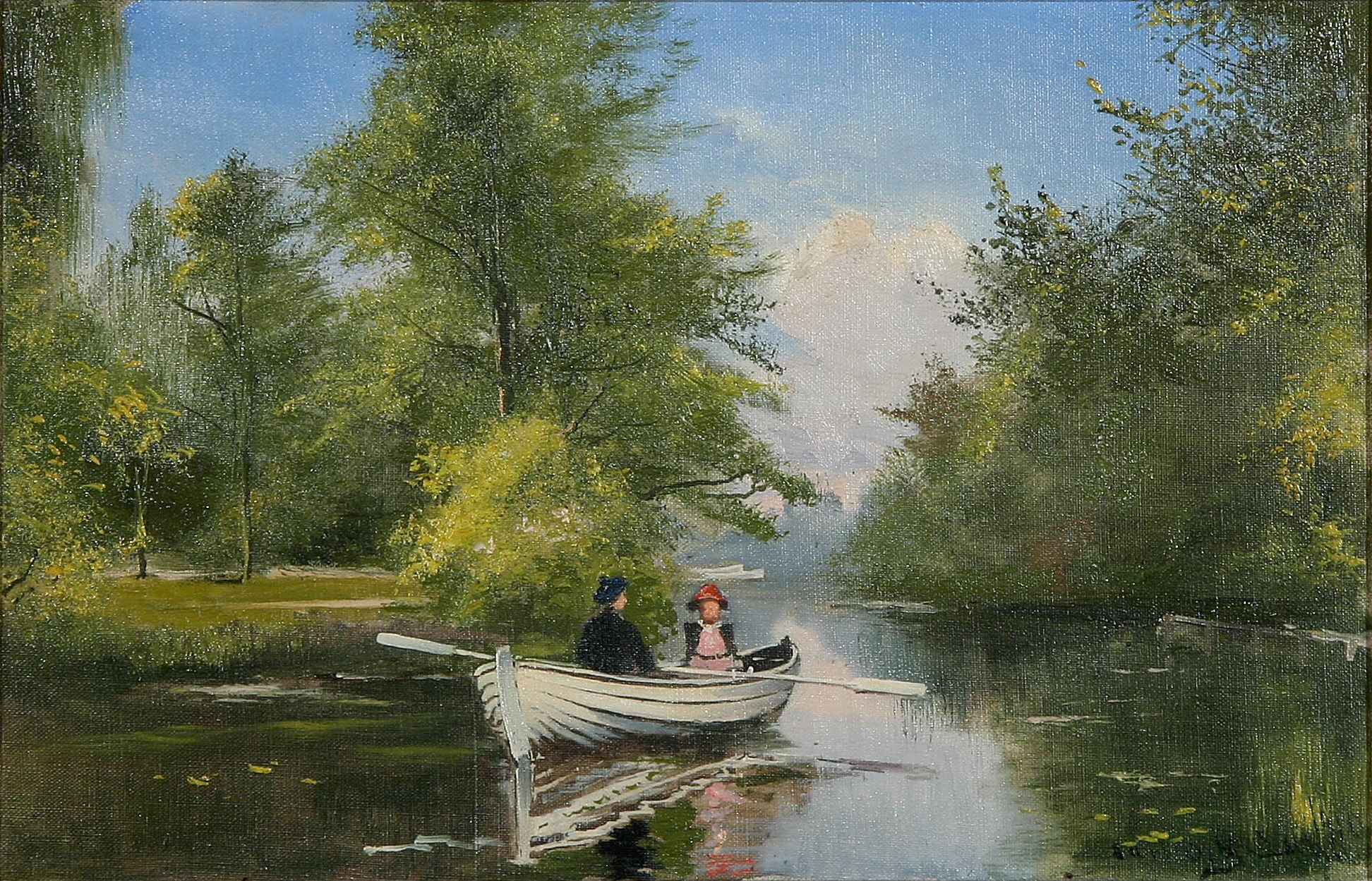
Sommerdag med ungt par i en robåd
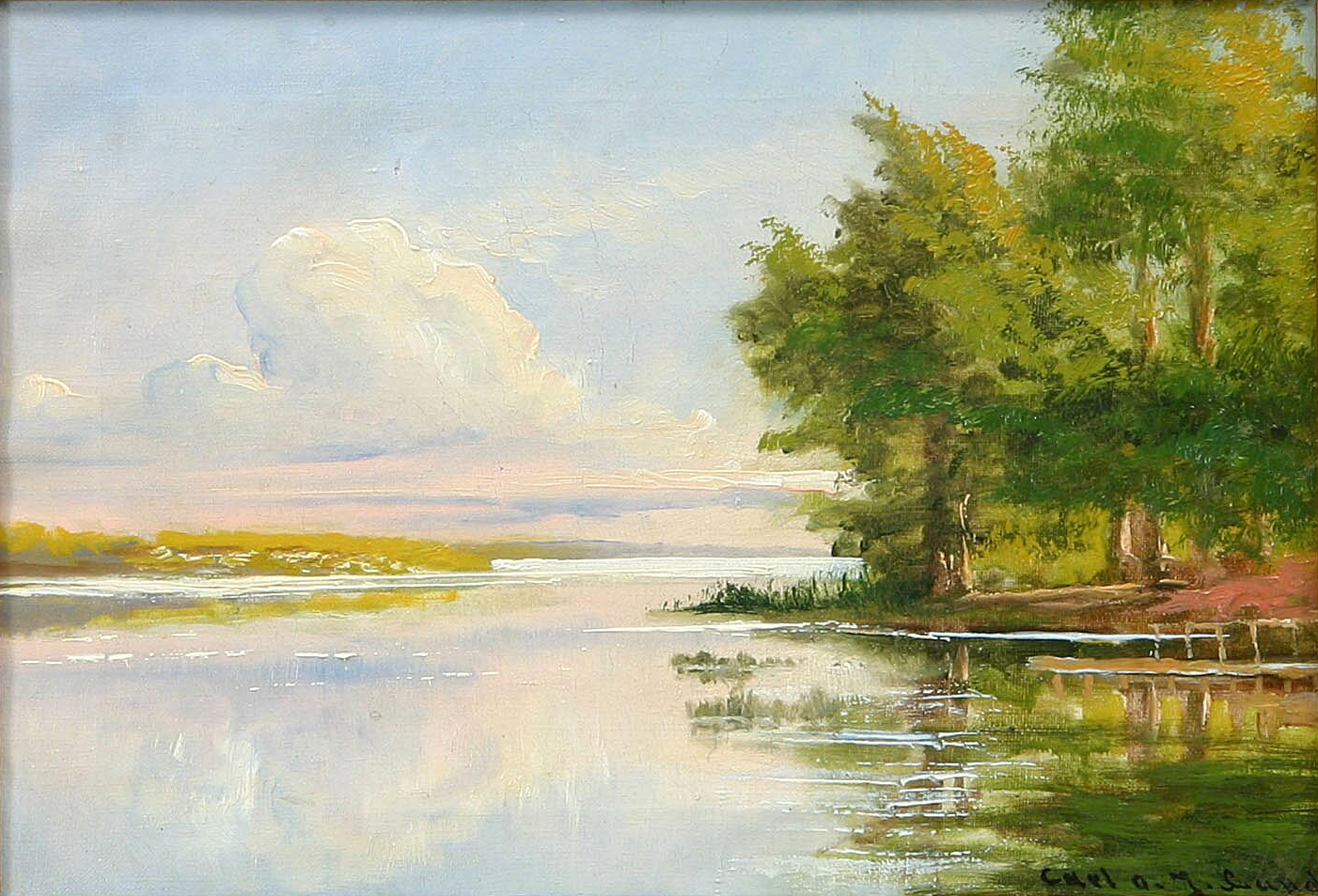
Landskab med sø
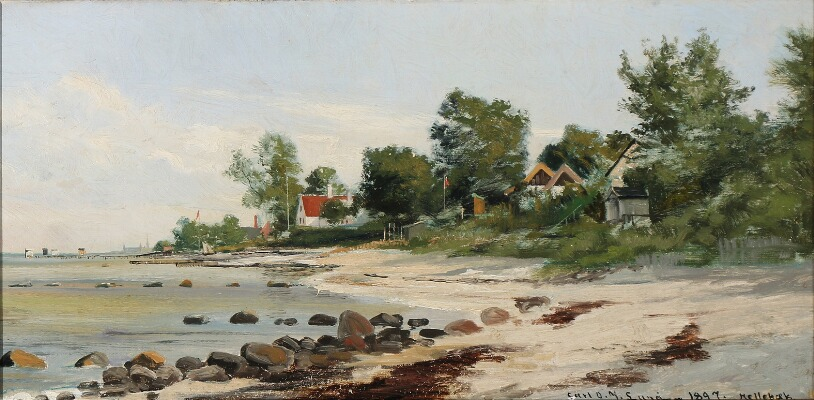
View from Hellebæk